# Kerria chamberlini
Kerria chamberlini är en insektsart som beskrevs av Varshney 1966. Kerria chamberlini ingår i släktet Kerria och familjen Kerriidae. Inga underarter finns listade i Catalogue of Life.